# حركة جانجل في جيلان

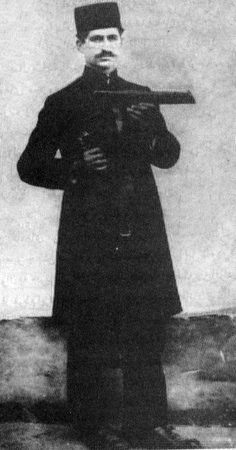
ميرزا كوجك خان، زعيم حركة اليمين قبل بدء حركة جانجال.

تعد حركة جانجال (الغابة) (بالفارسیة: جنبش جنگل), التي ظهرت بـ جيلان، تمردًا موجهًا ضد الحكم الملكي لحكومة قاجار المركزية بـ إيران. واستمرت هذه الحركة من 1914 حتى 1921.

## تاريخ الحركة
في عام 1914، التقى ميرزا كوجك خان في طهران بشخصيات بارزة أخرى من الثورة الدستورية وساعد في تنظيم خطة الإصلاح لصالح إيران، والتي تطالب باستقلال الدولة بالكامل، وضمان إصلاح الأراضي والإصلاح الاجتماعي للفقراء، وإرساء مبدأ الوحدة الإسلامية. وشملت العقبات التي تحول دون تنفيذ هذا البرنامج الإمبرياليين الأجانب، والنخب من ملاك الأراضي، وزعماء القبائل. ومن المنظور الدستوري، خسرت حكومة طهران في هذا الوقت استقلالها ووقعت بالكامل تحت تأثير النفوذ البريطاني والروسي. وعندها تنصل كوجك خان وأتباع حركة جانجال رسميًا من الحكومة المركزية وأعلنوا عزمهم تحرير إيران من كافة التأثيرات الأجنبية وهيمنة النخب من ملاك الأراضي وزعماء القبائل.
خلال السنوات القليلة التالية، حارب أتباع حركة جانجال القوات الروسية والبريطانية التي كانت تشكل تهديدًا وتحول دون تقدمهم من جيلان باتجاه طهران. لقد شنوا كذلك الحملات ضد القبائل وقطاع الطرق اللصوص الذين كانوا يهددون أمن المنطقة. وعند هذه النقطة، كانت حركة جانجالي لا تزال ملتزمة بشدة في حدود إيران، بدلًا من المتابعة في القومية الجيلانية التي لم تكن تمثل بعد مشكلة.
مع ذلك، بعد الثورة الروسية 1917، لم تعد الهيمنة الأجنبية على الحكومة المركزية بطهران قوية، وبينما استمر البريطانيون في الحفاظ على مستوى عالٍ من النفوذ على المحكمة الإمبراطورية، أصبحت الحكومة الآن قادرة على التصرف بشكل مستقل أكثر من ذي قبل. وقد رأى كوجك خان وأتباع حركة الجانجال، فضلًا عن الدستوريين والقوميين الآخرين، في هذا فرصة للانضمام إلى الحكومة المركزية والبدء في تنفيذ إصلاحاتها الديمقراطية والاجتماعية التي طال انتظارها. ومع ذلك، وضعت معاهدة أنجلو-الفارسية لعام 1919، حدًا لمثل هذه الفرصة. ويرى الإيرانيون هذه المعاهدة على نطاق واسع أنها لم تكن شيئًا أكثر من حماية بريطانية. واعتبر كبير مفاوضيها، رئيس الوزراء فوسوج أود-دويله، خادمًا للبريطانيين. بعدها أصدر كوجك خان بيانًا ردًا على شروط الاتفاقية:
«يتمثل هدفي وهدف أصدقائي في تحقيق الاستقلال للدولة وإصلاح وتعزيز الحكومة المركزية»
أعلن كوجك خان بيانًا عامًا يكشف فيه عن أنه ضد فكرة انفصال جيلان عن إيران، وعودة جيلان إلى هيئة اختصاص الحكومة المركزية بأسرع ما يمكن؛ حيث رفضت المعاهدة وبدأت في إجراءات إصلاح نفسها. وبرغم هذا لم يحدث ذلك، وزاد العداء تجاه بريطانيا والنخب الحاكمة بمحكمة قاجار ممن كانوا تابعين لمصالحهم لمستويات غير مسبوقة. في يونيو 1919، أنهى البلاشفة رسميًا ممارسات عهد القيصرية في انتزاع امتيازات وتنازلات خاصة من إيران.
في مايو 1920، تمكنت البحرية السوفيتية بقيادة راسكولينكوف ويرافقه سيرغو أوردجونيكيدزه من دخول ميناء قزوين بـ أنزالي. وفي إطار ذلك، تم الإعلان أن الهدف من هذه المهمة يتمثل فقط في ملاحقة السفن الروسية والذخائر المأخوذة إلى أنزالي بواسطة الجنرال دينيكين قائد الثورة المضادة بـ روسيا البيضاء، والذي منحته القوات البريطانية حق اللجوء إلى أنزالي. وفور وصولهم ومن خلال اتصالات أولية أجريت بين ميرزا والبلاشفة، وافق ميرزا على الدخول في تحالف مع السوفيتيين ضد البريطانيين. ومن بين هذه الشروط إنشاء جمهورية جيلان السوفيتية.
ومع ذلك، سرعان ما نشبت الخلافات بين كوجاك خان ومجموعة المستشارين التابعين له من جانب والسوفيتيين والحزب الشيوعي الإيراني (الناشئ من حزب باكو القائم على إيدالت (العدل) من جانب آخر. ولم تسفر الجهود التي بذلها كوجاك خان في إطار حل النزاعات الدموية من خلال إرسال التماس عن طريق وفد مكوّن من رجلين إلى لينين [1] عن تسوية. وفي عام 1921، وخاصة بعد الاتفاق الذي تم التوصل إليه بين الاتحاد السوفيتي وبريطانيا، قرر السوفيتيون عدم توفير أي دعم إضافي لجمهورية جيلان. وكنتيجة لذلك، تمكنت القوات الحكومية بقيادة رضا خان من سحق قوات الجمهورية المتفرقة.
حاول المؤرخون تحليل العوامل التي ساهمت في زوال حركة جنجال. تشير بعض الدراسات بما في ذلك تلك الدراسات التي أجراها جريجور ييجوكيان وإبراهيم فخري (وزير الثقافة بحكومة ميرزا في الجمهورية الحمراء) إلى دور كل من الإجراءات المتطرفة التي يتخذها حزب (العدل) الشيوعي والتي أثارت حفيظة المشاعر الدينية المعارضة بين العامة، والدور الديني لميرزا كوجاك خان وفي بعض الأحيان الآراء المحافظة بعض الشيء بخصوص التعاون مع الحزب الشيوعي كعوامل محتملة.
جدير بالذكر أن حیدرخان عمواوغلي (الأمين العام للحزب الشيوعي الإيراني، من باكو)، ألقي القبض عليه من قِبل رجال ميرزا وبعدها قتل على أيدي السكان المحليين. وبحسب بعض المصادر، لم يوافق ميرزا على هذا التصرف ومع ذلك، اعتبره خطوة للوراء وإجراء مخيبًا للآمال من قِبل السوفيتيين. واستمرت جمهورية جيلان من يونيو 1920 وحتى سبتمبر 1921.
لقي ميرزا وصديقه الألماني جاووك (هوشنك) حتفهم، عند هروبهم من قوات الحكومة إثر تعرضهم للصقيع في جبال الخلخال. ثم قام الملاك المحليون بتمزيق جسده وعرض رأسه في رشت لإرساء هيمنة الحكومة الجديدة [2] على الثورة والأفكار الثورية.

### العلم
يظهر علم حركة جانجال في شكل لافتة حمراء مكتوبًا عليها اسم كاوه (شخصية بطولية في شاهنامة). ويمثل هذا العلم إشارة إلى درفش کاویانی (لافتة كاوياني) ويرمز إلى نضال الحركة ضد الحكومة المركزية الملكية في العمل على إقامة جمهورية إيرانية ديمقراطية.

## المزيد من التحليل
في بادئ الأمر، عندما بدأت الحركة، شكّل ميرزا وحلفاؤه اتحادًا أسموه اتحاد الإسلام (الاتحاد الإسلامي). وعلى الرغم من أنه في بادئ الأمر، كان الحلفاء على توافق بخصوص أهداف الحركة، غير أنه في نهاية المطاف بدأت الحركة تشهد خلافات كبيرة؛ حيث تباينت اتجاهات بعض الأعضاء تجاه أحمد مرزا القاجاري في حين دعا البعض الآخر وعلى رأسهم ميرزا بضرورة إقامة «الجمهورية» الإيرانية (انظر تاريخ انغلاب جانجالي للكاتب محمد علي جيلاك، رشت، 1992)
ولم يستخدم ميرزا وحده على وجه الخصوص مصطلح «الجمهورية الإيرانية» كما هو واضح في خطاباته (المطبوعة في سردار جانجال بواسطة إبراهيم فخري، 1963، صفحة 282)، غير أنه في الوقت ذاته أعلن أيضًا عن رغبته في إقامة «الجمهورية» قبل ظهور الحزب الشيوعي الإيراني. (نيهزات جانجال بواسطة شابور رافسانجي، الرقم الدولي المعياري للكتاب 964-5799-64-3، صفحة 59). في واقع الأمر تم الإطاحة بميرزا من مناصبه في الجمهورية الحمراء بعد 17 يومًا فقط من تشكيل الحزب (مسائل انغلاب إيران بواسطة إيراندست، 1927، مجلد 5، صفحة 132). ولم يبد أن ميرزا يتفق مع الفكر الماركسي، كونه رجلًا مؤمنًا ورعًا، على الرغم من أن العديد من حلفائه ظلوا حتى النهاية أعضاء في الحزب الشيوعي.
فيما يتعلق بنقاط الاهتمام الأخرى، فيتمثل أبرزها في إصرار ميرزا على فصل الكنيسة عن الدولة. وقد ورد ذلك بوضوح في المادة 5 من دستور حركة جانجال، والتي تنص على: "Enfekak-e Rohaniyat az Omur-i Siyasi va Moa'ashi" («فصل رجال الدين عن شؤون السياسة والاقتصاد»). ولقد كان ميرزا نفسه رجل دين بالتدريب.
يتمثل أحد أسباب نجاح حركة ميرزا في أن العديد من حلفائه كانوا إصلاحيين متعلمين، أمثال حسين قاسامي، الذي كان يعمل رئيس تحرير جريدة الحركة جانجال، أو أشرف الدين حسيني، رئيس تحرير صحيفة نسيم شومال، والذين لقوا حتفهم أثناء صراعهم في الدفاع عن الحركة.
نظرًا لنجاح الحركة في الحصول على الزخم، أرسل البريطانيون والروس والعثمانيون والألمان مبعوثين للزج بالحركة في المجالات السياسية، ولكن سرعان ما سحبوا جميع مبعوثيهم حرصًا على علاقاتهم مع الحكومة المركزية بطهران.
برغم ذلك، قام ميرزا بتجنيد بعض الضباط الألمان الذين كانوا سجناء سابقين بريطانيين في رشت. ثم أنشأ هؤلاء الضباط معسكرات تدريب لميرزا في منطقة غرب زارموك، المقرات العسكرية للحركة. كذلك، تأسست المدرسة العسكرية في لاهيجان، وفي عام 1917، انضمت قوات الدرك والقوزاق برشت للحركة.
وقد أخذ البريطانيون نجاحات ميرزا على محمل الجد، فقاموا بإرسال كابتن نويل لاغتيال ميرزا (فخري، صفحة 13). ولكن تم إلقاء القبض على الكابتن البريطاني قبل أن يتخذ مثل هذا الإجراء. وبعدها هاج وثار الكولونيل ستوكس والجنرال إل سي دانستر (والذين يتم الإشارة لقواتهم باسم قوة دانستر تخفيفًا) بسبب رفض ميرزا في السماح للقوات البريطانية بالمرور عبر جيلان في طريقهم إلى الشمال، وفي نفس الوقت وافق ميرزا وضمن العبور الآمن للقوات الروسية العائدة من الشمال. ونتيجةً لذلك، هاجمت القوات البريطانية رشت، بل إنها قصفت مقر إقامة ميرزا بالطائرات. وأصدر البريطانيون إنذارًا لميرزا بالاستسلام.
انضم الروس إلى البريطانيين وأرسلوا 20000 جنديٍّ للقبض على ميرزا. وعلى إثرها، استسلم العديد من أعضاء الحركة البارزين أمثال الحاج أحمد القاسمي، ودكتور تالقاني حشمت وأعدم الأخير برغم الحصانة التي كان قد منح إياها.
يلزم التأكيد على أن ميرزا لم يكن يسعى لفصل جيلان عن إيران، بل إلى إقامة جمهورية مستقلة لكافة الإيرانيين، كما تم التأكيد بوضوح مرارًا وتكرارًا في بياناته.
في أعقاب الهزيمة النهائية وزوال الحركة، طغى على ميرزا شعورٌ بالمرارة وبدا ذلك واضحًا في رسالة له كتبها قبل وقت قصير من وفاته:
«يا له من أمر محزن أن يصبح الإيرانيون داعمين للموتى (مورديه-باراسات) وما زالوا حتى الآن لا يدركون قيمة الحركة. بالتأكيد سيأتي عليهم اليوم الذي يدركون فيه: من كنا، وما الذي أردنا تحقيقه، وما فعلنا ولكن سنكون قد رحلنا عن هذا العالم.»